# ニュー・ワールド (カーラ・ボノフのアルバム)
| 専門評論家によるレビュー | 専門評論家によるレビュー |
| レビュー・スコア         | レビュー・スコア         |
| 出典                     | 評価                     |
| ------------------------ | ------------------------ |
| オールミュージック       | [ 1 ]                    |

『ニュー・ワールド』（原題：New World）はシンガー/ソングライターのカーラ・ボノフによる4枚目のアルバムであり、6年ぶりのリリースであった。1989年、リンダ・ロンシュタットはボノフの3曲をアルバム『クライ・ライク・ア・レインストーム』に収録し、そのうちの1曲「オール・マイ・ライフ」はデュオまたはグループのボーカルによるベストポップでグラミー賞を受賞した。1993年、ワイノナ・ジャッドはボノフがギターを弾き、バッキング・ボーカルを歌ったボノフの「テル・ミー・ホワイ」をカントリー・ミュージックとしてヒットさせた。

## トラックリスト
特記あるものを除き全曲カーラ・ボノフによる作詞作曲 
| #   | タイトル                                                                          | 作詞 | 作曲・編曲 | 時間 |
| --- | --------------------------------------------------------------------------------- | ---- | ---------- | ---- |
| 1.  | 「ハウ・ロング - How Long」(アンドリュー・ウィリアムス、デヴィッド・ウィリアムス) |      |            | 4:10 |
| 2.  | 「ニュー・ワールド - New World」                                                  |      |            | 4:57 |
| 3.  | 「テル・ミー・ホワイ - Tell Me Why」                                              |      |            | 3:40 |
| 4.  | 「オール・マイ・ライフ - All My Life」                                            |      |            | 3:51 |
| 5.  | 「グッドバイ・マイ・フレンド - Goodbye My Friend」                                |      |            | 3:46 |
| 6.  | 「ウェイ・オブ・ザ・ハート - Way of the Heart」                                   |      |            | 4:30 |
| 7.  | 「ベスト・パート・オブ・ユー - The Best Part of You」                             |      |            | 4:30 |
| 8.  | 「オーバー・ユー - Still Be Getting Over You」                                    |      |            | 4:13 |
| 9.  | 「オー・メリー - Oh Mary」                                                        |      |            | 4:36 |
| 10. | 「オール・ウォーク・アローン - All Walk Alone」(ボノフ、マイケル・ラフ)           |      |            | 4:50 |

## 評価
オールミュージックのウィリアム・ルールマンはこのアルバムでボノフが「かつてのロマンチックなバラードの才能を再び発揮した」と書いている。 

## パーソネル
- カーラ・ボノフ – リードボーカル、バックグラウンドボーカル、キーボード、アコースティックギター
- マーク・ゴールデンバーグ – キーボード、エレキギター、アコースティックギター、ベースギター、プログラミング
- ピーター・フランプトン – エレクトリックギター、アコースティックギター[4]
- ジェニファー・コンドス – ベースギター
- デブラ・ドブキン – パーカッション
- ケニー・エドワーズ – バックグラウンドボーカル
- カレン・ブレイク – バックグラウンドボーカル